# 944 Pułk Grenadierów
944 Pułk Grenadierów (niem. Grenadier-Regiment 944, GR 944) − jeden z niemieckich pułków grenadierów okresu III Rzeszy. Został sformowany 1 grudnia 1943 na poligonie Radom na potrzeby 357 Dywizji Piechoty.

## Struktura organizacyjna
- sztab pułku
- I batalion
- II batalion
- 13 kompania
- 14 kompania